# Adecco

Adeccos logo

Adecco Group AG är ett multinationellt företag i bemanningsbranschen listat på Fortunes Global 500-lista. Koncernen sysslar också med konsultverksamhet och rekrytering. Adecco är registrerat i Schweiz och noterat på Swiss Exchange. År 2015 uppgick koncernens vinst till 206 miljarder SEK.
Företaget har över 7 000 kontor i 60-talet länder, 37 000 fast anställda och har kontinuerligt omkring 700 000 personer i uppdrag.

## Sverige
Adecco Sweden AB har 50 kontor spridda över hela Sverige. Omsättningen år 2015 uppgick till ca 2,8 miljarder SEK. Förutom uthyrnings- och rekryteringstjänster erbjuder Adecco lösningar inom bland annat utlokalisering, omställning, ledarskapsutveckling, kompetensutveckling, karriärrådgivning, utbildning och rehabilitering.

## Historia
1957 grundades bolaget Adia i Schweiz och 1964 grundades Ecco i Frankrike, dessa två bolag bildade tillsammans Adecco 1996. I samband med detta bildades en koncern som då omsatte över 5,4 miljarder Euro. År 2000 köper Adecco Olsten Staffing och blir då det största bemanningsföretaget i USA. 